# Oberharmersbach
Oberharmersbach je obec na západě Bádenska-Württemberska, patřící k zemskému okresu Ortenau.

## Geografie

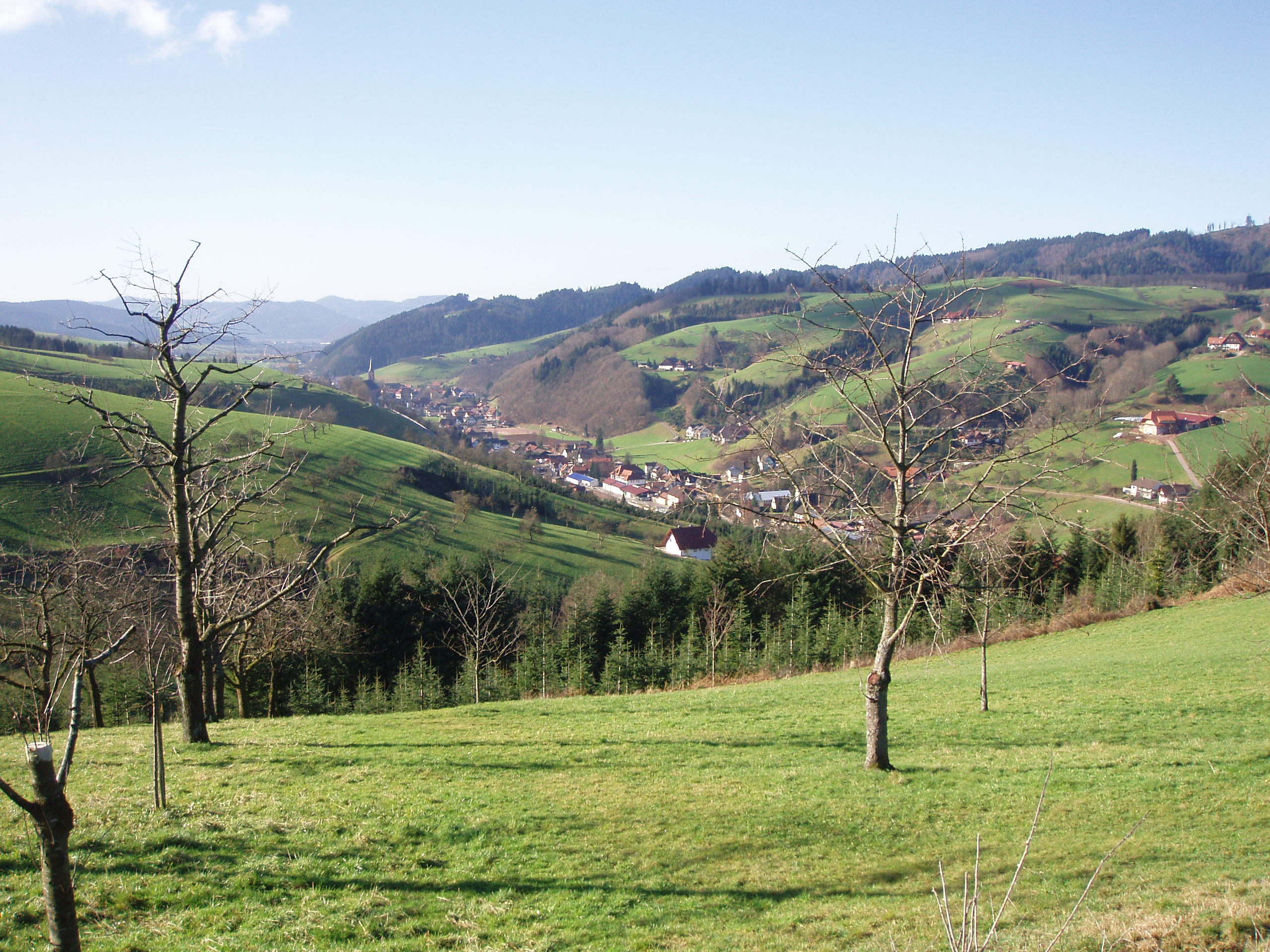
Oberharmersbach od východu

### Geografická poloha
Oberharmersbach se nachází uprostřed Schwarzwaldu v údolí potoka Harmersbach, který u obce Biberach ústí do řeky Kinzig. Území obce leží ve výšce od 280 metrů nad mořem v samotném Oberharmersbachu až po Brandenkopf s výškou 945 metrů nad mořem. Střed obce leží přibližně ve 320 metrech nad hladinou mořem. Téměř tři čtvrtiny území je zalesněné. Obec leží v přírodním parku Swarzwald Mitte/Nord.

### Sousední sídla
Obec na severu sousedí s městem Oppenau, na severovýchodu s lázněmi Bad Peterstal-Griesbach, na východě s Oberwolfachem, na jihu s obcemi Hausach a Fischerbach, na jihozápadě s obcí Zell am Harmersbach a na západě s Nordrachem.